# Comuna Perșe Travnea, Apostolove
Perșe Travnea (în ucraineană Перше Травня) este o comună în raionul Apostolove, regiunea Dnipropetrovsk, Ucraina, formată din satele Nova Sici, Novosemenivka, Perșe Travnea (reședința) și Zaporizke.

## Demografie
Componența lingvistică a satului Perșe Travnea
     Ucraineană (93,28%)
     Rusă (5,5%)
     Alte limbi (1,09%)
Conform recensământului din 2001, majoritatea populației satului Perșe Travnea era vorbitoare de ucraineană (93,28%), existând în minoritate și vorbitori de rusă (5,5%).